# Бычкова, Оксана Олеговна
Оксана Олеговна Бычкова (род. 18 июня 1972, Донецк) — российский кинорежиссёр и сценарист.

## Биография
Оксана Бычкова родилась в Донецке, но росла на Сахалине. Сразу после школы поступила и в 1995 году окончила отделение журналистики в Ростовском государственном университете. Работала журналистом на радио. В 2000 году, став москвичкой, Бычкова поступила на Высшие режиссёрские курсы (мастерская Петра Тодоровского). Первой полнометражной работой стал фильм по собственному сценарию «Питер FM» (2006). Фильм получил приз на Выборгском кинофестивале «Окно в Европу».
В 2008 году вышел второй фильм Бычковой «Плюс один», который на кинофестивале «Кинотавр» получил приз за лучшую мужскую роль (Джетро Скиннер), а в рамках конкурса «Выборгский счёт» — большую «Золотую ладью». Также в 2008 сняла одну из четырёх новелл («Запись») в киноальманахе «Потому что это я».
Четвёртый фильм «Ещё один год» (вольная экранизация пьесы Александра Володина «С любимыми не расставайтесь») во втором по значимости конкурсе Роттердамского кинофестиваля получил главную награду The Big Screen Award.

## Общественная позиция
В марте 2014 года подписала письмо «Мы с Вами!» КиноСоюза в поддержку Украины.
В феврале 2022 года подписала открытое письмо КиноСоюза против военного вторжения России на Украину.

## Фильмография

### Режиссёрские работы
- 2006 — «Питер FM»
- 2008 — «Плюс один»
- 2008 — «Запись»
- 2009 — «Черчилль»
- 2011 — «Откровения»
- 2011 — «Жанна»
- 2014 — «Ещё один год»
- 2014 — «Защита»
- 2016 — «Петербург. Только по любви»
- 2016 — «Папин пароход»
- 2016 — «Барсук.»
- 2020 — «Чего хочет Слава?»
- 2022 — «Джонджоли»

### Сценарии
- 2006 — «Питер FM»
- 2008 — «Плюс один»
- 2008 — «Запись»
- 2014 — «Защита»
- 2016 — «Петербург. Только по любви»

## Награды и достижения
- 2006 — Приз «Серебряная ладья» за лучший дебют на кинофестивале «Окно в Европу» («Питер FM»)
- 2007 — Номинация на Премию «Ника» в категории «Открытие года» («Питер FM»)
- 2008 — Приз большая «Золотая ладья» в рамках конкурса «Выборгский счет» (зрительское голосование) на кинофестивале «Окно в Европу» («Плюс один»)
- 2014 — Роттердамский кинофестиваль — приз The Big Screen Award (фильм «Ещё один год»)
- 2014 — кинофестиваль «Провинциальная Россия» (Ейск) — Главный приз фестиваля и приз за лучшую режиссёрскую работу[4](фильм «Ещё один год»)